# 中里和人
中里 和人（なかざと かつひと、1956年4月18日 - ）は、日本の写真家。風景（ランドスケープ）を地誌的視点で撮影する。東京造形大学名誉教授。

## 来歴
1956年、三重県多気郡多気町で生まれる。1979年、法政大学文学部地理学科を卒業。1981年、写真家の北井一夫に師事。1984年からフリーカメラマンとして活動する。2006年、東京造形大学造形学部デザイン学科助教授。2009年、東京造形大学造形学部デザイン学科教授に就任。2000年頃から東京向島、青梅、富士吉田、那覇などの長屋、町工場、空き店舗、市場などのオルタナティブな空間で写真展・写真インスタレーション・ワークショップを多数開催する。写真表現を中心にしながら、街や地域との社会的な相互交流を実践している。2012年、体験作家の中野純とサイハテ学会を立ち上げる。
2018年日本写真協会賞審査員、2021年度三重県展審査員、2022年度広島県展審査員などを務めた。2022年、東京造形大学名誉教授。

## 写真展
- 1990年 - 「湾岸原野」（東京 新宿  オリンパスギャラリー）
- 1995年 - 「夢ノ手ザワリ」（東京 新宿  ニコンサロン）
- 1996年 - 「風景の彼方　宮沢賢治、種田山頭火の世界を歩く」（東京 新宿  コニカプラザ）、「地表絵〈地熱帯〉」（東京 日本橋  ギャラリー砂　翁、Tomos）
- 1999年 - 「小屋　無心で奔放な建築」（名古屋  INAXギャラリー）
- 2000年 - 「小屋　無心で奔放な建築」（東京、大阪  INAXギャラリー）、「表層聖像（イコン）」（京都  エグザイルギャラリー）
- 2001年 - 「キリコの街」（東京 麻布十番  うちだ）
- 2004年 - 「闇の境界　Rising Darkness」（東京 高円寺  イル・テンポ）、「小屋の肖像」（三重 関　而今禾）
- 2005年 - 「N町」（東京 茅場町 うちだ）
- 2006年 - 「N町」（東京 本郷  バリエテ本六）、「東亰」（埼玉 越谷  木土水ギャラリー）、「R」（東京 中野  冬青社ギャラリー）
- 2007年 - 「こやたちのひとりごと」（東京 青山  ビリケンギャラリー）
- 2008年 - 「夜、自然、もうひとつの東京」（ドイツ ハンブルク  オッテンゼン資料館）、「セルフビルド」（東京  ロバロバカフェ）、「夜、自然、もうひとつの東京」（東京 東向島  現代美術製作所）
- 2008年 - 「ULTRA　臨界夜景」　（名古屋　中京大学C・スクエアー）
- 2008年 - 「ULTRA　臨界夜景」　（東京 新宿　アイデムフォトギャラリー シリウス）
- 2009年 - 「ULTRA　臨界夜景」　（三重 津市　三重県立美術館）
- 2010年 - 「風景ノ境界」（千葉  市川市芳澤ガーデンギャラリー）
- 2011年 - 「鵜の木のグリム」　(東京 鵜の木  Hasu no hana)
- 2011年 - 「Taki-Tokyo 1983-2011」 （三重 多気町郷土資料館）
- 2012年 - 「太古の光　＜房総-越後トンネル＞The ancient lights〈Boso-Echigo tunnels〉」　(新潟 十日町市　越後妻有アートトリエンナーレ2012　もぐらの館）
- 2013年 - 「龍宮」　（東京 茅場町　森岡書店）
- 2013年 -「龍宮」東京•茅場町　森岡書店
- 2014年 -「光の気圏」東京•銀座　巷房
- 2014年 -「夜」韓国•ソウル　ギャラリーon
- 2014年 -「TOKEI（東亰）」ロシア•モスクワ　クラシックギャラリー
- 2015年 -「花蔵」東京•御茶ノ水　ギャラリー蔵
- 2015年 -「MABU 光ノ境界」新潟•十日町　越後妻有アートトリエンナーレ2015
- 2015年 -「花　流れのほとりで」東京•青梅　ギャラリー繭蔵
- 2015年 -「lux water tunnel land tunnel」東京•新宿　ニコンサロン
- 2016年 -「惑星　Night in Earth」東京•銀座　巷房
- 2017年 -「Night of Rising Sun」ロシア•クラスノヤルスクアートセンター
- 2017年 -「ヒューマン ディメンション」ドイツ•ベルリン　日独センター
- 2017年 -「ヒューマン ディメンション」ドイツ•ドレスデン　WERKSTATTEN GALERIE
- 2018年 -「目覚める海、眠る岩　日本臨海夜景」ドイツ•ベルリン　フンボルト大学森鴎外記念ギャラリー
- 2018年 -「Night in Earth」東京•銀座　巷房

### 合同展
- 2006年 - 「Tokyo East Perspective 墨東写真展」（東京 墨田区横川  鈴木興産1号M倉庫）（長野重一、春日昌昭、須田一政、飯田鉄、大西みつぐ、佐藤信太郎、兼平雄樹などとのグループ展）
- 2007年 - 「見えるもの／見えないもの」（東京芸術大学陳列館）
- 2008年 - 「土 大地の力」（群馬県立館林美術館）、「画材と素材の引き出し博物館」ワークショップ20年のドキュメント展（目黒区美術館）
- 2011年 - 「写真家６０人の瞬間と永遠」　（東京 千代田区 ３３３１Arts Chiyoda）
- 2011年 - 「Drifting Images日韓交流写真展 ソウル展」　（韓国 ソウル　ギャラリーBODA）
- 2012年 - 「Drifting Images日韓交流写真展 東京展」　（東京 浅草橋  マキイマサルファインアーツ）
- 2014年 -「NODE Ⅰ」東京•新宿　アイデムフォトギャラリー シリウス
- 2014年 -「ヨス国際アートフェスティバル」韓国•ヨス市　Jeon-nam University Art Center, YEULMARU Yeosu Cultures & Arts Park
- 2014年 -「NODE Ⅱ」東京•目黒　目黒区美術館市民ギャラリー
- 2015年 -「素掘りのトンネル　」愛知•常滑市　INAXライブミュージアム
- 2016年 -「NODE Ⅲ」東京•新宿　アイデムフォトギャラリー シリウス
- 2016年 -「夜」ロシア•モスクワ　国立東洋美術館
- 2016年 -「風景のかたち」栃木•足利　足利市立美術館
- 2018年 -「Soft City」ドイツ•ベルリン　Schloss Biesdorf
- 2018年 -「transitions」ドイツ•ハンブルグ　フラパント

### 写真インスタレーション
- 2000年 - 「長屋迷路」（東京 向島の長屋　向島ネットワークス）
- 2000年 - 「五感工場」（東京 鳩の街　向島博覧会）
- 2001年 - 「世界一小さな写真展」（千葉 市川　ニッケコルトンプラザ）
- 2002年 - 「キリコの街」（埼玉 越谷　木土水）
- 2002年 - 「青梅幻視画館」（東京 青梅　SAKURA FACTORY）
- 2002年 - 「デッドストックブルース」（山梨　富士吉田　元 美容院　第３回まちがミュージアム）
- 2002年 - 「褪色のハテ」（沖縄 那覇　農連市場倉庫　第１回WANAKIO)
- 2003年 - 「緑の闇」（東京 京橋　アートスペース繭）
- 2003年 - 「逢魔が時」（埼玉 浦和　ギャラリー楽風）
- 2004年 - 「長屋迷路 橙屋」（東京 向島　元 理容院　向島Year２００４）
- 2008年 - 「ミチノミズオト」（山梨 富士吉田　元 スナック　第９回まちがミュージアム）
- 2012年 - 「太古の光　＜房総-越後トンネル＞The ancient lights〈Boso-Echigo tunnels〉」　(新潟 十日町市　越後妻有アートトリエンナーレ２０１２　もぐらの館）

### ワークショップ
- 2002年 - 「移動する小屋」（目黒区美術館）
- 2004年 - 「橙屋プロジェクト」地場産ジャム創出計画　（東京 向島 元 理容院　向島Year２００４）
- 2008年 - 「絵はがきの町」（東京 谷中 まち歩き絵はがき創出計画）
- 2011年 - 「Cool Soul Soulful Soul（ポストカードセット制作）」　（韓国 ソウル　ギャラリーBODA）
- 2012年 - 「素堀トンネルを巡る　越後間府（まぶ）ツアー」　（新潟 十日町市　越後妻有アートトリエンナーレ２０１２）

## 著作

### 写真集
- 1991年 - 「湾岸原野」（六興出版）
- 2000年 - 「小屋の肖像」（メディアファクトリー）
- 2002年 - 「キリコの街」（ワイズ出版）
- 2004年 - 「路地」（清流出版）
- 2006年 - 「R」（冬青社）、「東亰」（木土水）
- 2007年 - 「4つの町」（清流出版）
- 2009年 - 「ULTRA」日本カメラ社
- 2011年 - 「グリム」清流出版

### 共著
- 1995年 - 「岩手県、ポラン町、字七つ森へ 宮沢賢治への旅」（偕成社、文：和順高雄）
- 1998年 -   CDブック「ロバの音さがし」（クルムホルンレコード）
- 1999年 - 「日本人に会いたい 訪ね歩いた34人の肖像」（アートダイジェスト、文：松井英俊）、「小屋 働く建築」（INAX出版）
- 2001年 - 「小屋の力」（ワールドフォトプレス）
- 2003年 - 「逢魔が時」（ピエブックス、文：中野純）
- 2004年 - 「長屋迷路」（ピエブックス、文：中野純）
- 2005年 - 「夜旅」（河出書房新社、文：中野純）
- 2007年 -   写真絵本「こやたちのひとりごと」（ビリケン出版、文：谷川俊太郎）、「石はきれい、石は不思議」（INAX出版）
- 2008年 - 「東京サイハテ観光」（交通新聞社、文：中野純）
- 2008年 - 「夜へ行こう」たくさんのふしぎ（福音館書店、文：中野純）
- 2008年 - 「SELF-BUILD」（交通新聞社、文：石山修武）

## 受賞
- 2003年 - 第15回写真の会賞[3]
- 2006年 - さがみはら写真新人賞[3]